# Открића без граница
Открића без граница (јап. ミームいろいろ夢の旅, Mīmu iroiro yume no tabi) је јапанска аниме серија коју је направио студио Нипон анимејшн. Серија се први пут емитовала од 1983. до 1985. Првенствено је била образовног карактера, а теме епизода су највећа открића у науци и технологији. Аниме је имао и неколико футуристичких и научно-фантастичних епизода. Главни лик је Џини (енгл. Genie), у оригиналној јапанској верзији Мим (јап. ミーム, Mīmu), мали дух који излази из рачунара и објашњава деци, девојчици Ким и дечаку Алексу, највећа научна открића из области физике, механике, електротехнике, машинства, медицине...

## Ликови
- Џини, мали дух који излази из рачунара.

Деца:
- Ким, девојчица,
- Алекс (јап. Daisuke), дечак.

## Приказани у серији
- Алберт Ајнштајн — фотоелектрични ефекат, теорија релативности
- Александар Бел — телефон
- Анри Фабр — понашање инсеката
- Алфред Вегенер — теорија континенталних путовања
- Галилео Галилеј — телескоп
- Луј Дагер — фотографија
- Чарлс Дарвин — еволуција
- Томас Едисон — сијалица
- Јохан Кеплер — астрономија
- Јохан Гутенберг — штампарија
- Жозеф Нисефор Нијепс — фотографија
- Исак Њутн — светлост
- Луј Пастер — вакцина против беснила, пастеризација
- Роберт Пири — истраживање Арктика
- Роберт Скот — истраживање Антарктика
- Џорџ Стивенсон — парна локомотива
- Александер Флеминг — пеницилин
- Кристијан Хајгенс — сат, светлост
- Роуланд Хил — реформатор поште
- Константин Циолковски — ракета
- браћа Рајт — авион
- Семјуел Морзе — телеграф
- Жан-Франсоа Шамполион — дешифровање хијероглифа

## Приказивање у Србији
Радио Телевизија Београд је крајем 80-их и почетком 90-их година емитовала овај поучан цртани филм, синхронизован на српски језик.
Екипа која је радила на овом пројекту:
- Превод: Марта Малагурски, Горан Кричковић,
- Текст интерпретирали: Нада Блам, Никола Симић, Мирослав Бијелић и Љубиша Бачић,
- Ремикс тона: Радослав Бојковић,
- Редитељ: Славко Татић,
- Обрада: Телевизија Београд.